# 许散愁
許散愁（?—?），北齊文学家。

## 经历
官至國子助教。自稱“少不登孌童之牀，不入季女之室。”清代唐孫華《維揚舟中作》詩之四云：“生來不作樊川夢，直是當年許散愁。”
北齐天保七年（556年），文宣帝高洋命樊逊和冀州秀才高乾和、瀛州秀才馬敬德、許散愁、韓同寶、洛州秀才傅懷德、懷州秀才古道子、廣平郡孝廉李漢子、渤海郡孝廉鮑長暄、陽平郡孝廉景孫、前梁州府主簿王九元、前開府水曹參軍周子深，借邢子才、魏收等人的家藏古籍，刊定《五经》诸史。